# Enrico Grimani
Enrico Grimani (Civitavecchia, 11 maggio 1964) è un ex ciclista su strada italiano, professionista dal 1986 al 1989.

## Carriera
Tra i dilettanti vinse la prima edizione della Targa del Centenario. Passato professionista nel 1986, in carriera ottenne il secondo posto al Giro del Piemonte 1986. Si ritirò dal professionismo al termine della stagione 1989.

## Palmarès
- 1985 (Dilettanti)

Targa del Centenario

## Piazzamenti

### Grandi Giri
- Giro d'Italia

1986: 120º
1987: 129º
1988: 122º

### Classiche monumento
- Milano-Sanremo

1987: ritirato
1988: ritirato